# Xunantunich
Xunantunich je arheološko nalazište iz doba civilizacije Maya. Nalazi se 13 km zapadno od San Ignacija u okrugu Cayo u Belizeu, u blizini granice s Gvatemalom. Udaljen je 130 km zapadno od Belize Cityja.
Ime "Xunantunich" znači "kamena žena" na mayanskome jeziku. Kao i mnoga druga imena za mayanska nalazišta, ime je modernoga porijekla, a staro ime se ne zna.
To je manje poznato arheološko nalazište, koje se nalazi na vrhu brda na obalama rijeke Mopán , a bilo je važno središte u mayanskome klasičnome razdoblju. Jezgra mjesta zauzima oko 2,6 km² i sastoji se od niza od šest trgova okruženih s više od 25 hramova i palača. Jedna od struktura, poznata kao piramida El Castillo druga je najviša građevina u Belizeu s oko 40 metara visine. Najupečatljivije obilježje su kamene rezbarije na obnovljenoj fasadi.